# 다마촌 (도쿄도)
다마촌(多磨村)은 사이타마현·도쿄부·도쿄도 기타타마군에 설치되었던 촌이다. 현재의 후추시에 해당한다.